# Ярнефельт, Елизавета Константиновна
Елизавета Константиновна Ярнефельт, урождённая Клодт фон Юргенсбург (фин. Elisabeth Järnefelt; 11 января 1839, Санкт-Петербург, Российская империя — 3 февраля 1929, Хельсинки) — хозяйка салона, известная как «мать финского искусства и культуры».

## Биография
Представитель баронской семьи Клодт фон Юргенсбург.
Дочь Константина Карловича Клодта фон Юргенсбурга (1807—1879), художника, гравёра на дереве, фотографа и Катрин Винье. Племянница скульптора Петра Клодта фон Юргенсбурга. Сестра живописца-пейзажиста Михаила Константиновича Клодта, двоюродная сестра живописца-жанриста Михаила Петровича Клодта.
В 1858 году вышла замуж за генерал-лейтенанта Августа Александера Ярнефельта, с которым уехала жить в Великое княжество Финляндское. Муж, будучи сторонником Фенномании, считал, что родным языком в семье будет финский. Семейная пара жила в несчастливом браке, в котором супруга, как говорят, иногда была вынуждена занимать деньги у родственников и друзей для покрытия домашних расходов из-за плохого финансового положения мужа. После 1876 года супруги общались друг с другом только посредством письменных сообщений, которые передавали через детей.
В столице она собрала круг молодых людей, интересующихся литературой и искусством, в том числе собственных детей. Литературный салон занимался скандинавской, финской и русской литературой. Там также обсуждались вопросы политики, религии и социального равенства. В годы учёбы её сыновей в университете салон стал центром «молодого финского» радикального объединения «Koko Programmi toimeen», стремившегося продвигать финский язык в тогдашнем Великом княжестве Финляндском, где шведский язык был лидером в обществе и высшем свете. Салон Е. Ярнефельт считается предтечей финноязычного реализма и финноязычных писателей в целом. Салон просуществовал до конца 1880-х годов, пока семья не переехала в Вааса, когда муж был назначен начальником Вазаской губернии.
В своём салоне («Школе Ярнефельт») познакомила финских представителей литературы с идеями Льва Толстого и теориями искусства В. Белинского. Ярнефельт считается «матерью финского искусства и культуры».

## Семья

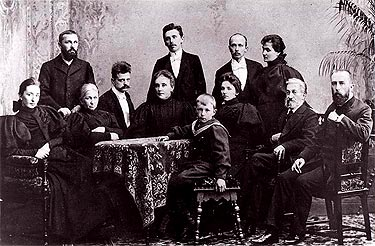
Семья Ярнефельтов и Ян Сибелиус
Стоят: Арвид, Армас, Ээро и его жена Сайми.
Сидят: Айно, Елизавета Константиновна, Ян Сибелиус, Эмми (жена Арвида) и Ээро (сын Арвида), Элли, Михаил Клодт (брат Елизаветы Константиновны) и Каспер. Фотография сделана после кончины Александра Ярнефельта в 1896 году

- Супруг — Август Александер Ярнефельт
  - Сын — художник Ээро Ярнефельт
  - Сын — писатель Арвид Ярнефельт
  - Сын — композитор и дирижёр Эдвард Армас Ярнефельт
  - Дочь — Айно Сибелиус, жена Яна Сибелиуса